# Campeonato Brasileiro Série D 2016
Il Campeonato Brasileiro Série D 2016 è stata l'8ª edizione del Campeonato Brasileiro Série D.

## Squadre partecipanti
| Squadra (Città)                         | Stato               | Motivo qualificazione                                        |
| --------------------------------------- | ------------------- | ------------------------------------------------------------ |
| AA Araguaia (Barra do Garças)           | Mato Grosso         | 2° miglior classificato del Campionato Mato-Grossense 2016   |
| Águia de Marabá (Marabá)                | Pará                | 17º posto in Série C 2015                                    |
| Altos (Altos)                           | Piauí               | Miglior classificato del Campionato Piauiense 2016           |
| América-PE (Recife)                     | Pernambuco          | Vincitore del Gruppo B del Campionato Pernambucano 2016      |
| Anápolis (Anápolis)                     | Goiás               | Miglior classificato del Campionato Goiano 2016              |
| Aparecidense (Aparecida de Goiânia)     | Goiás               | Miglior classificato del Campionato Goiano 2015              |
| Atlético Acreano (Rio Branco)           | Acre                | Vicecampione della prima fase del Campionato Acriano 2016    |
| Audax (Osasco)                          | San Paolo           | Miglior classificato del Campionato Paulista 2016            |
| Baré (Boa Vista)                        | Roraima             | Vincitore del primo turno del Campionato Roraimense 2016     |
| Boavista-RJ (Saquarema)                 | Rio de Janeiro      | 2° miglior classificato del Campionato Carioca 2016          |
| Brusque (Brusque)                       | Santa Catarina      | Miglior classificato del Campionato Catarinense 2016         |
| Caldense (Poços de Caldas)              | Minas Gerais        | 2° miglior classificato del Campionato Mineiro 2016          |
| Campinense (Campina Grande)             | Paraíba             | Miglior classificato del Campionato Paraibano 2016           |
| Caxias (Caxias do Sul)                  | Rio Grande do Sul   | 19º posto in Série C 2015                                    |
| Ceilândia (Ceilândia)                   | Distretto Federale  | 2° nel Campionato Brasiliense 2016                           |
| Central-PE (Caruaru)                    | Pernambuco          | Vincitore del Gruppo A del Campionato Pernambucano 2016      |
| Comercial-MS (Campo Grande)             | Mato Grosso do Sul  | 2° nel Campionato Sul-Mato-Grossense 2016                    |
| CSA (Maceió)                            | Alagoas             | Miglior classificato del Campionato Alagoano 2016            |
| Desportiva (Cariacica)                  | Espírito Santo      | Vincitore del Campionato Capixaba 2016                       |
| Espírito Santo (Vitória)                | Espírito Santo      | 2° nel Campionato Capixaba 2016                              |
| Fluminense de Feira (Feira de Santana)  | Bahia               | Vincitore della Copa Governador do Estado da Bahia 2015      |
| Galícia (Salvador)                      | Bahia               | 2° miglior classificato del Campionato Baiano 2016           |
| Genus (Porto Velho)                     | Rondônia            | Vicecampione del primo turno del Campionato Rondoniense 2016 |
| Globo (Ceará-Mirim)                     | Rio Grande do Norte | Miglior classificato del Campionato Potiguar 2016            |
| Goianésia (Goianésia)                   | Goiás               | 2° miglior classificato del Campionato Goiano 2015           |
| Guarani de Juazeiro (Juazeiro do Norte) | Ceará               | 2º miglior classificato del Campionato Cearense 2016         |
| Icasa (Juazeiro do Norte)               | Ceará               | 20º posto in Série C 2015                                    |
| Inter de Lages (Lages)                  | Santa Catarina      | 2° miglior classificato del Campionato Catarinense 2016      |
| Itabaiana (Itabaiana)                   | Sergipe             | 2° nel Campionato Sergipano 2016                             |
| Ituano (Itu)                            | San Paolo           | Vicecampione della Copa Paulista 2015                        |
| J. Malucelli (Curitiba)                 | Paraná              | 2° miglior classificato del Campionato Paranaense 2016       |
| Juazeirense (Juazeiro)                  | Bahia               | Miglior classificato del Campionato Baiano 2016              |
| Linense (Lins)                          | San Paolo           | Vincitore della Copa Paulista 2015                           |
| Luziânia (Luziânia-GO)                  | Distretto Federale  | Vincitore del Campionato Brasiliense 2016                    |
| Madureira (Rio de Janeiro)              | Rio de Janeiro      | 18º posto in Série C 2015                                    |
| Maranhão (São Luís)                     | Maranhão            | 2° miglior classificato del Campionato Maranhense 2016       |
| Maringá (Maringá)                       | Paraná              | Vincitore della Taça FPF 2015                                |
| Metropolitano (Blumenau)                | Santa Catarina      | 3° miglior classificato del Campionato Catarinense 2016      |
| Moto Club (São Luís)                    | Maranhão            | Miglior classificato del Campionato Maranhense 2016          |
| Murici (Murici)                         | Alagoas             | 2° miglior classificato del Campionato Alagoano 2016         |
| Nacional-AM (Manaus)                    | Amazonas            | Vincitore del Campionato Amazonense 2015                     |
| Náutico-RR (Caracaraí)                  | Roraima             | Vicecampione del primo turno del Campionato Roraimense 2016  |
| Novo Hamburgo (Novo Hamburgo)           | Rio Grande do Sul   | 2° miglior classificato del Campionato Gaúcho 2016           |
| Palmas (Palmas)                         | Tocantins           | 3° nel Campionato Tocantinense 2015                          |
| Parnahyba (Parnaíba)                    | Piauí               | 2° miglior classificato del Campionato Piauiense 2016        |
| Portuguesa-RJ (Rio de Janeiro)          | Rio de Janeiro      | Vicecampione della Copa Rio 2015                             |
| Potiguar (Mossoró)                      | Rio Grande do Norte | 2° miglior classificato del Campionato Potiguar 2016         |
| Princesa do Solimões (Manacapuru)       | Amazonas            | 2° nel Campionato Amazonense 2015                            |
| PSTC (Cornélio Procópio)                | Paraná              | Miglior classificato del Campionato Paranaense 2016          |
| Rio Branco-AC (Rio Branco)              | Acre                | Vincitore della prima fase del Campionato Acriano 2016       |
| Rondoniense (Porto Velho)               | Rondônia            | Vincitore del primo turno del Campionato Rondoniense 2016    |
| Santos-AP (Macapá)                      | Amapá               | Vincitore del Campionato Amapaense 2015                      |
| San Paolo-RS (Rio Grande)               | Rio Grande do Sul   | Miglior classificato del Campionato Gaúcho 2016              |
| São Bento (Sorocaba)                    | San Paolo           | 2° miglior classificato del Campionato Paulista 2016         |
| São Francisco-PA (Santarém)             | Pará                | Miglior classificato del Campionato Paraense 2016            |
| São José-RS (Porto Alegre)              | Rio Grande do Sul   | Vincitore della Super Copa Gaúcha 2015                       |
| São Raimundo-PA (Santarém)              | Pará                | 2° miglior classificato del Campionato Paraense 2016         |
| Sergipe (Aracaju)                       | Sergipe             | Vincitore del Campionato Sergipano 2016                      |
| Serra Talhada (Serra Talhada)           | Pernambuco          | 3° miglior classificato del Campionato Pernambucano 2016     |
| Sete de Dourados (Dourados)             | Mato Grosso do Sul  | Vincitore del Campionato Sul-Mato-Grossense 2016             |
| Sinop (Sinop)                           | Mato Grosso         | Miglior classificato del Campionato Mato-Grossense 2016      |
| Sousa (Sousa)                           | Paraíba             | 2° miglior classificato del Campionato Paraibano 2016        |
| Tocantinópolis (Tocantinópolis)         | Tocantins           | Vincitore del Campionato Tocantinense 2015                   |
| Trem (Macapá)                           | Amapá               | 2° nel Campionato Amapaense 2015                             |
| Uniclinic (Fortaleza)                   | Ceará               | 2° nel Campionato Cearense 2016                              |
| URT (Patos de Minas)                    | Minas Gerais        | Miglior classificato del Campionato Mineiro 2016             |
| Villa Nova (Nova Lima)                  | Minas Gerais        | 3° miglior classificato del Campionato Mineiro 2016          |
| Volta Redonda (Volta Redonda)           | Rio de Janeiro      | Miglior classificato del Campionato Carioca 2016             |

## Prima fase

### Gruppo A1
| Pos. | Squadra          | Pt | G | V | N | P | GF | GS | DR |
| ---- | ---------------- | -- | - | - | - | - | -- | -- | -- |
| 1    | Atlético Acreano | 14 | 6 | 4 | 2 | 0 | 15 | 7  | +8 |
| 2    | Nacional-AM      | 8  | 6 | 2 | 2 | 2 | 8  | 8  | 0  |
| 3    | Genus            | 7  | 6 | 2 | 1 | 3 | 5  | 9  | -4 |
| 4    | Trem             | 4  | 6 | 1 | 1 | 4 | 5  | 9  | -4 |

### Gruppo A2
| Pos. | Squadra              | Pt | G | V | N | P | GF | GS | DR |
| ---- | -------------------- | -- | - | - | - | - | -- | -- | -- |
| 1    | Princesa do Solimões | 13 | 6 | 4 | 1 | 1 | 11 | 5  | +6 |
| 2    | Palmas               | 10 | 6 | 3 | 1 | 2 | 13 | 10 | +3 |
| 3    | São Francisco-PA     | 5  | 6 | 1 | 2 | 3 | 10 | 12 | -2 |
| 4    | Baré                 | 0  | 6 | 0 | 4 | 2 | 6  | 13 | -7 |

### Gruppo A3
| Pos. | Squadra         | Pt | G | V | N | P | GF | GS | DR  |
| ---- | --------------- | -- | - | - | - | - | -- | -- | --- |
| 1    | São Raimundo-PA | 13 | 6 | 4 | 1 | 1 | 15 | 2  | +13 |
| 2    | Náutico-RR      | 9  | 6 | 2 | 3 | 1 | 9  | 7  | +2  |
| 3    | Rondoniense     | 7  | 6 | 2 | 1 | 3 | 8  | 14 | -6  |
| 4    | Rio Branco-AC   | 4  | 6 | 1 | 1 | 4 | 6  | 15 | -9  |

### Gruppo A4
| Pos. | Squadra         | Pt | G | V | N | P | GF | GS | DR |
| ---- | --------------- | -- | - | - | - | - | -- | -- | -- |
| 1    | Águia de Marabá | 11 | 6 | 3 | 2 | 1 | 7  | 5  | +2 |
| 2    | Moto Club       | 10 | 6 | 2 | 4 | 0 | 8  | 2  | +6 |
| 3    | Tocantinópolis  | 8  | 6 | 2 | 2 | 2 | 5  | 5  | 0  |
| 4    | Santos-AP       | 2  | 6 | 0 | 2 | 4 | 3  | 11 | -8 |

### Gruppo A5
| Pos. | Squadra     | Pt | G | V | N | P | GF | GS | DR  |
| ---- | ----------- | -- | - | - | - | - | -- | -- | --- |
| 1    | Altos       | 16 | 6 | 5 | 1 | 0 | 22 | 5  | +17 |
| 2    | Juazeirense | 11 | 6 | 3 | 2 | 1 | 12 | 8  | +4  |
| 3    | Maranhão    | 6  | 6 | 2 | 0 | 4 | 7  | 12 | -5  |
| 4    | Icasa       | 1  | 6 | 0 | 1 | 5 | 3  | 19 | -16 |

### Gruppo A6
| Pos. | Squadra             | Pt | G | V | N | P | GF | GS | DR  |
| ---- | ------------------- | -- | - | - | - | - | -- | -- | --- |
| 1    | CSA                 | 11 | 6 | 3 | 2 | 1 | 13 | 6  | +7  |
| 2    | Parnahyba           | 9  | 6 | 2 | 3 | 1 | 11 | 6  | +5  |
| 3    | Central-PE          | 9  | 6 | 2 | 3 | 1 | 5  | 4  | +1  |
| 4    | Guarani de Juazeiro | 2  | 6 | 0 | 2 | 4 | 5  | 18 | -13 |

### Gruppo A7
| Pos. | Squadra    | Pt | G | V | N | P | GF | GS | DR |
| ---- | ---------- | -- | - | - | - | - | -- | -- | -- |
| 1    | Globo      | 11 | 6 | 3 | 2 | 1 | 11 | 4  | +7 |
| 2    | América-PE | 10 | 6 | 3 | 1 | 2 | 9  | 7  | +2 |
| 3    | Sousa      | 10 | 6 | 3 | 1 | 2 | 11 | 11 | 0  |
| 4    | Galícia    | 3  | 6 | 1 | 0 | 5 | 7  | 16 | -9 |

### Gruppo A8
| Pos. | Squadra       | Pt | G | V | N | P | GF | GS | DR  |
| ---- | ------------- | -- | - | - | - | - | -- | -- | --- |
| 1    | Uniclinic     | 12 | 6 | 3 | 3 | 0 | 11 | 5  | +6  |
| 2    | Itabaiana     | 11 | 6 | 3 | 2 | 1 | 10 | 5  | +5  |
| 3    | Potiguar      | 10 | 6 | 3 | 1 | 2 | 8  | 6  | +2  |
| 4    | Serra Talhada | 0  | 6 | 0 | 0 | 6 | 1  | 14 | -13 |

### Gruppo A9
| Pos. | Squadra             | Pt | G | V | N | P | GF | GS | DR |
| ---- | ------------------- | -- | - | - | - | - | -- | -- | -- |
| 1    | Campinense          | 10 | 6 | 3 | 1 | 2 | 7  | 5  | +2 |
| 2    | Fluminense de Feira | 9  | 6 | 2 | 3 | 1 | 9  | 8  | +1 |
| 3    | Murici              | 8  | 6 | 2 | 2 | 2 | 9  | 10 | -1 |
| 4    | Sergipe             | 4  | 6 | 0 | 4 | 2 | 6  | 8  | -2 |

### Gruppo A10
| Pos. | Squadra      | Pt | G | V | N | P | GF | GS | DR  |
| ---- | ------------ | -- | - | - | - | - | -- | -- | --- |
| 1    | Ceilândia    | 15 | 6 | 5 | 0 | 1 | 19 | 6  | +13 |
| 2    | Aparecidense | 13 | 6 | 4 | 1 | 1 | 9  | 7  | +2  |
| 3    | Comercial-MS | 4  | 6 | 1 | 1 | 4 | 2  | 12 | -10 |
| 4    | AA Araguaia  | 3  | 6 | 1 | 0 | 5 | 8  | 13 | -5  |

### Gruppo A11
| Pos. | Squadra          | Pt | G | V | N | P | GF | GS | DR |
| ---- | ---------------- | -- | - | - | - | - | -- | -- | -- |
| 1    | Sete de Dourados | 11 | 6 | 3 | 2 | 1 | 9  | 6  | +3 |
| 2    | Anápolis         | 11 | 6 | 3 | 2 | 1 | 5  | 3  | +2 |
| 3    | Luziânia         | 6  | 6 | 1 | 3 | 2 | 4  | 5  | -1 |
| 4    | Sinop            | 3  | 6 | 0 | 3 | 3 | 7  | 11 | -4 |

### Gruppo A12
| Pos. | Squadra       | Pt | G | V | N | P | GF | GS | DR  |
| ---- | ------------- | -- | - | - | - | - | -- | -- | --- |
| 1    | Volta Redonda | 14 | 6 | 4 | 2 | 0 | 11 | 1  | +10 |
| 2    | URT           | 13 | 6 | 4 | 1 | 1 | 10 | 3  | +7  |
| 3    | Desportiva    | 7  | 6 | 2 | 1 | 3 | 7  | 6  | +1  |
| 4    | Goianésia     | 0  | 6 | 0 | 0 | 6 | 2  | 20 | -18 |

### Gruppo A13
| Pos. | Squadra        | Pt | G | V | N | P | GF | GS | DR |
| ---- | -------------- | -- | - | - | - | - | -- | -- | -- |
| 1    | Caldense       | 13 | 6 | 4 | 1 | 1 | 6  | 1  | +5 |
| 2    | Espírito Santo | 8  | 6 | 2 | 2 | 2 | 4  | 3  | +1 |
| 3    | Boavista-RJ    | 7  | 6 | 2 | 1 | 3 | 3  | 5  | -2 |
| 4    | Audax          | 4  | 6 | 0 | 4 | 2 | 1  | 5  | -4 |

### Gruppo A14
| Pos. | Squadra       | Pt | G | V | N | P | GF | GS | DR |
| ---- | ------------- | -- | - | - | - | - | -- | -- | -- |
| 1    | São Bento     | 13 | 6 | 4 | 1 | 1 | 7  | 1  | +6 |
| 2    | Portuguesa-RJ | 7  | 6 | 2 | 1 | 3 | 3  | 8  | -5 |
| 3    | Villa Nova    | 7  | 6 | 1 | 4 | 1 | 3  | 3  | 0  |
| 4    | São José-RS   | 5  | 6 | 1 | 2 | 3 | 3  | 4  | -1 |

### Gruppo A15
| Pos. | Squadra       | Pt | G | V | N | P | GF | GS | DR |
| ---- | ------------- | -- | - | - | - | - | -- | -- | -- |
| 1    | J. Malucelli  | 11 | 6 | 3 | 2 | 1 | 8  | 4  | +4 |
| 2    | Brusque       | 9  | 6 | 2 | 3 | 1 | 7  | 2  | +5 |
| 3    | Novo Hamburgo | 8  | 6 | 2 | 2 | 2 | 4  | 6  | -2 |
| 4    | Madureira     | 4  | 6 | 1 | 1 | 4 | 2  | 9  | -7 |

### Gruppo A16
| Pos. | Squadra        | Pt | G | V | N | P | GF | GS | DR |
| ---- | -------------- | -- | - | - | - | - | -- | -- | -- |
| 1    | Inter de Lages | 10 | 6 | 3 | 1 | 2 | 8  | 4  | +4 |
| 2    | Linense        | 10 | 6 | 3 | 1 | 2 | 7  | 7  | 0  |
| 3    | San Paolo-RS   | 9  | 6 | 3 | 0 | 3 | 6  | 7  | -1 |
| 4    | PSTC           | 5  | 6 | 1 | 2 | 3 | 6  | 9  | -3 |

### Gruppo A17
| Pos. | Squadra       | Pt | G | V | N | P | GF | GS | DR  |
| ---- | ------------- | -- | - | - | - | - | -- | -- | --- |
| 1    | Ituano        | 13 | 6 | 4 | 1 | 1 | 15 | 5  | +10 |
| 2    | Caxias        | 9  | 6 | 3 | 0 | 3 | 9  | 9  | 0   |
| 3    | Maringá       | 8  | 6 | 2 | 2 | 2 | 8  | 10 | -2  |
| 4    | Metropolitano | 4  | 6 | 1 | 1 | 4 | 5  | 13 | -8  |

## Seconda fase
| Squadra 1           | Totale          | Squadra 2            | Andata | Ritorno |
| ------------------- | --------------- | -------------------- | ------ | ------- |
| Náutico-RR          | 1 - 13          | Atlético Acreano     | 1 - 5  | 0 - 8   |
| Palmas              | 1 - 6           | Princesa do Solimões | 1 - 3  | 0 - 3   |
| Juazeirense         | 5 - 2           | São Raimundo-PA      | 2 - 1  | 3 - 1   |
| Moto Club           | 2 - 1           | Águia de Marabá      | 1 - 0  | 1 - 1   |
| América-PE          | 1 - 4           | Altos                | 1 - 2  | 0 - 2   |
| Parnahyba           | 1 - 5           | CSA                  | 1 - 2  | 0 - 3   |
| Campinense          | 2 - 1           | Globo                | 2 - 1  | 0 - 0   |
| Itabaiana           | 3 - 2           | Uniclinic            | 0 - 0  | 3 - 2   |
| Aparecidense        | 1 - 2           | Ceilândia            | 0 - 0  | 1 - 2   |
| Fluminense de Feira | 4 - 0           | Sete de Dourados     | 2 - 0  | 2 - 0   |
| URT                 | 1 - 3           | Volta Redonda        | 1 - 1  | 0 - 2   |
| Anápolis            | 2 - 2 (7-6 dcr) | Caldense             | 1 - 1  | 1 - 1   |
| Brusque             | 0 - 1           | São Bento            | 0 - 0  | 0 - 1   |
| Espírito Santo      | 1 - 3           | J. Malucelli         | 0 - 1  | 1 - 2   |
| Caxias              | 1 - 2           | Inter de Lages       | 1 - 2  | 0 - 0   |
| Linense             | 2 - 2 (gfc)     | Ituano               | 2 - 1  | 0 - 1   |

## Terza fase
| Squadra 1            | Totale          | Squadra 2        | Andata | Ritorno |
| -------------------- | --------------- | ---------------- | ------ | ------- |
| Princesa do Solimões | 2 - 4           | Atlético Acreano | 1 - 1  | 1 - 3   |
| Moto Club            | 3 - 2           | Juazeirense      | 3 - 1  | 0 - 1   |
| CSA                  | 3 - 2           | Altos            | 3 - 0  | 0 - 2   |
| Campinense           | 2 - 2 (3-4 dcr) | Itabaiana        | 2 - 0  | 0 - 2   |
| Fluminense de Feira  | 1 - 1 (4-3 dcr) | Ceilândia        | 0 - 1  | 1 - 0   |
| Anápolis             | 1 - 2           | Volta Redonda    | 1 - 2  | 0 - 0   |
| J. Malucelli         | 1 - 3           | São Bento        | 1 - 1  | 0 - 2   |
| Inter de Lages       | 4 - 5           | Ituano           | 3 - 5  | 1 - 0   |

## Fase finale
|  | Quarti di finale    | Quarti di finale    | Quarti di finale | Quarti di finale | Quarti di finale |  |  | Semifinali    | Semifinali    | Semifinali    | Semifinali    | Semifinali |   |   | Finale | Finale | Finale | Finale | Finale |  |
|  |                     |                     |                  |                  |                  |  |  |               |               |               |               |            |   |   |        |        |        |        |        |  |
|  | Ituano              | Ituano              | 1                | 0                | 1                |  |  |               |               |               |               |            |   |   |        |        |        |        |        |  |
|  | CSA                 | CSA                 | 2                | 1                | 3                |  |  | CSA           | CSA           | 2             | 0             | 2          |   |   |        |        |        |        |        |  |
|  | Itabaiana           | Itabaiana           | 0                | 0                | 0                |  |  | São Bento     | São Bento     | 0             | 1             | 1          |   |   |        |        |        |        |        |  |
|  | São Bento           | São Bento           | 1                | 2                | 3                |  |  |               |               |               |               |            |   |   | CSA    | CSA    | 0      | 0      | 0      |  |
|  | Moto Club           | Moto Club           | 2                | 2                | 4                |  |  |               |               | Volta Redonda | Volta Redonda | 0          | 4 | 4 |        |        |        |        |        |  |
|  | Atlético Acreano    | Atlético Acreano    | 2                | 1                | 3                |  |  | Moto Club     | Moto Club     | 1             | 1             | 2          |   |   |        |        |        |        |        |  |
|  | Fluminense de Feira | Fluminense de Feira | 2                | 1                | 3                |  |  | Volta Redonda | Volta Redonda | 1             | 3             | 4          |   |   |        |        |        |        |        |  |
|  | Volta Redonda       | Volta Redonda       | 3                | 2                | 5                |  |  |               |               |               |               |            |   |   |        |        |        |        |        |  |